# Verwaltungsgemeinschaft Bergbahnregion/Schwarzatal

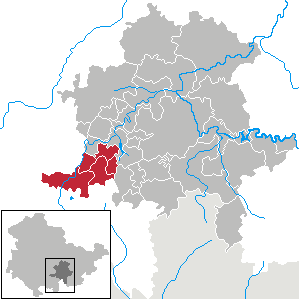
Lage der ehemaligen Verwaltungsgemeinschaft im Landkreis Saalfeld-Rudolstadt

In der Verwaltungsgemeinschaft Bergbahnregion/Schwarzatal aus dem thüringischen Landkreis Saalfeld-Rudolstadt waren die Stadt Oberweißbach/Thür. Wald und vier Gemeinden zur Erledigung ihrer Verwaltungsgeschäfte zusammengeschlossen. Der Verwaltungssitz war in der Stadt Oberweißbach/Thüringen.
Umgangssprachlich wird dieser Landstrich als Raanz bezeichnet, in Anlehnung an das Arbeitsgerät der Buckelapotheker genannten Olitätenhändler, die diese Region vom 16. bis zum 20. Jahrhundert prägten. Der Begriff Raanz = „Ranzen“ steht für eine in Oberweißbach entwickelte aus Leder gefertigte Sonderform des Reffs. Der Olitätenhandel war letztlich auch der Antrieb zum Bau der Oberweißbacher Bergbahn, die die Ortschaften auf der Hochfläche an das Verkehrswegenetz anschloss.

## Die Gemeinden zum Auflösungszeitpunkt
- Cursdorf
- Deesbach
- Katzhütte
- Meuselbach-Schwarzmühle
- Oberweißbach/Thür. Wald, Stadt

Letzter Vorsitzender der Verwaltungsgemeinschaft war Frank Herzig.

## Geschichte
Die Verwaltungsgemeinschaft wurde am 9. April 1994 gegründet. Am 1. Dezember 2008 wurde die Mitgliedsgemeinde Lichtenhain/Bergbahn nach Oberweißbach/Thür. Wald eingemeindet. Im Rahmen der Gebietsreform in Thüringen wurde die Verwaltungsgemeinschaft am 1. Januar 2019 aufgelöst. Meuselbach-Schwarzmühle und Oberweißbach/Thür. Wald schlossen sich mit der Gemeinde Mellenbach-Glasbach (aus der Verwaltungsgemeinschaft Mittleres Schwarzatal) zur Stadt und Landgemeinde Schwarzatal zusammen. Diese sowie übrigen Mitgliedsgemeinden schlossen sich mit den übrigen Mitgliedsgemeinden der Verwaltungsgemeinschaft Mittleres Schwarzatal zur Verwaltungsgemeinschaft Schwarzatal zusammen. Sie hat ihren Sitz in Schwarzatal.